# Andrés Giraldo
Andrés Giraldo (sinh ngày 7 tháng 5 năm 1989) là một cầu thủ bóng đá người Colombia thi đấu cho Diriangén FC.